# Arnold (Nottinghamshire)
Pour les articles homonymes, voir Arnold.
Arnold (prononcé en anglais : [ˈɑːr.nəld]) est une ville de marché, et une banlieue de Nottingham, dans le comté cérémoniel anglais de Nottinghamshire. Elle est située au nord-est de la frontière de la ville de Nottingham, et est dans le district gouvernemental de Gedling (dont le siège est situé dans la ville). Depuis 1968, Arnold a un marché, et la ville à l'habitude d'avoir de nombreuses usines associés aux industries de la bonneterie. La police du Nottinghamshire a son siège à Arnold depuis 1979. Lors du recensement de 2011, Arnold avait une population de 37 768 habitants.